# Мордовське Вечкеніно
Мордо́вське Вечке́ніно (рос. Мордовское Вечкенино, мокш. Мокшень Вечкеня) — село у складі Ковилкінського району Мордовії, Росія. Адміністративний центр Мордовсько-Вечкенінського сільського поселення.
Населення — 330 осіб (2010; 335 у 2002).
Національний склад станом на 2002 рік:
- мокшани — 93 %